# J'emporterais ton âme
Pour plus de détails, voir Fiche technique et Distribution.
J'emporterais ton âme (Fear Runs Silent) est un film d'horreur américain réalisé par Serge Rodnunsky, sorti en 2000.

## Synopsis
Une adolescente est hantée chaque nuit par de terribles cauchemars. Pour lui faire oublier ses troubles, son professeur de biologie propose à sa classe de les emmener faire une sortie en forêt. Mais c'est alors qu'apparaît une mystérieuse créature qui s'acharne sur les étudiants.

## Fiche technique
- Titre original : Fear Runs Silent
- Titre français : J'emporterais ton âme
- Réalisation : Serge Rodnunsky
- Scénario : Serge Rodnunsky
- Musique : Jeffrey Walton
- Photographie : Pierre Chemaly et Greg Patterson
- Production : Serge Rodnunsky et Gerald I. Wolff
- Société de production : Rojak Films
- Pays de production :   États-Unis
- Format : Couleurs - 4:3
- Genres : Horreur
- Durée : 90 minutes
- Date de sortie   :  
  - États-Unis : 2000

## Distribution
- Stacy Keach (VF : Serge Sauvion) : Mr. Hill
- Billy Dee Williams (VF : Christian Visine) : Shérif Hammond
- Suzanne Davis (VF : Laura Blanc) : Kerry
- Dan Lauria (VF : Mario Santini) : le psychologue
- James O'Shea (VF : Gérard Malabat) : John
- Ethan Erickson (VF : Fabrice Josso) : Tim
- Robert Jayne (VF : Alexis Victor) : Harold
- Dublin James (VF : Hervé Rey) : Ronnie
- Elizabeth Low (VF : Chantal Macé) : Jennie
- Wendi Kenya : May
- Cerina Vincent : June
- Cheryl McWilliams : Lillian
- Robert Hummel : le beau-père